# Cabarrus County
Cabarrus County är ett administrativt område i delstaten North Carolina, USA, med 178 011 invånare. Den administrativa huvudorten (county seat) är Concord.

## Geografi
Enligt United States Census Bureau har countyt en total area på 945 km². 944 km² av den arean är land och 2 km² är vatten.

### Angränsande countyn
- Rowan County - nord
- Stanly County - öst
- Union County - syd
- Mecklenburg County - väst
- Iredell County - nordväst

### Orter
- Concord (huvudort)
- Harrisburg
- Kannapolis (delvis i Rowan County)
- Locust (delvis i Stanly County)
- Midland
- Mount Pleasant